# Троицкий, Алексей Алексеевич
Алексе́й Алексе́евич Тро́ицкий (14 марта 1866, Санкт-Петербург — 14 августа 1942, Ленинград) — шахматный композитор, основоположник художественного шахматного этюда, заслуженный деятель искусств РСФСР (1928), мастер спорта СССР по шахматной композиции (1934).

## Биография

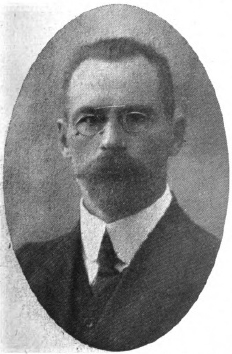
А. А. Троицкий. 1913 г.

Родился 14 марта 1866 года в Санкт-Петербурге. В 1894 окончил Петербургский лесной институт со званием учёного лесовода 2-го разряда. Свою первую шахматную задачу опубликовал, ещё будучи студентом, в 1893 году, первый этюд — в 1895 году.
В период с 1896 по 1917 годы работал лесничим в Смоленской и Ковенской губерниях; позже в Долгоруковском, Головинщинском и Чернозерском лесничествах Пензенской губернии.
Работая лесничим, Троицкий составил шахматные этюды, которые прославили его и определили весь его дальнейший творческий путь. Кроме того, в период с 1895 по 1901 годы Троицкий выдвинул и представил в художественной форме наиболее актуальные этюдные идеи, а в период с 1905 по 1917 годы разработал основы теории этюда, которые актуальны и для современной шахматной композиции. Троицкий расширил тематику этюдов, более подробно разработал уже открытые им темы (систематические движения фигур, превращения пешек в слабые фигуры, борьба фигур в различных сочетаниях, синтез идей и т. д.), опубликовал ряд теоретических работ, а также фундаментальное исследование по отдельным темам теории эндшпиля.
В период с 1917 по 1923 годы временно отошёл от шахмат. В 1918 году переехал в Пензу, где начал работать инструктором в Пензенском губисполкоме.
С 1923 года Троицкий возвращается к шахматам и начинает совершенствовать открытые им ранее идеи. Он возглавляет губернскую шахматную секцию и шахматный отдел в местной газете «Трудовая правда», где начинает публиковать свои этюды и организовывать шахматные турниры.
В 1928 году за заслуги в области шахматного этюда Троицкому было присвоено звание заслуженного деятеля искусств РСФСР. В 1934 году он стал первым в стране мастером спорта СССР по шахматной композиции. В этом же 1934 году переехал в Ленинград, где жил до самой смерти. Алексей Алексеевич Троицкий скончался во время блокады 14 августа 1942 года.
Наследие Троицкого составляет около 800 опубликованных (в том числе и за рубежом) шахматных композиций (около 750 этюдов, 50 задач-шуток и аналитических задач на ретроанализ).

## Избранные этюды
Троицкий укрепил связь этюда с практической игрой. Эта связь заключается в естественности и жизненности начальной позиции (этюд должен быть как бы эпизодом из партии), в обоюдоострой, полной эмоционального содержания борьбе с неожиданными эффектными жертвами, манёврами, интересными, подчёркивающими основную идею ложными следами, в красивом, запоминающемся финале.
Троицкий не только дал законченное теоретическое и творческое определение принципов этюдной композиции, но и виртуозно продемонстрировал их на примере собственного творчества. Главная заслуга Троицкого состоит в том, что он перенёс в этюд свойственную практической партии борьбу во всей её красоте и разнообразии и выразил эту борьбу в художественной, экономичной и зрелищной форме.
|   | a | b | c | d | e | f | g | h |   |
| - | --- | --- | --- | --- | --- | --- | --- | --- | - |
| 8 | f8 чёрный король · e7 чёрная пешка · h7 чёрная пешка · g6 белая пешка · d5 белый король · e3 белый слон | f8 чёрный король · e7 чёрная пешка · h7 чёрная пешка · g6 белая пешка · d5 белый король · e3 белый слон | f8 чёрный король · e7 чёрная пешка · h7 чёрная пешка · g6 белая пешка · d5 белый король · e3 белый слон | f8 чёрный король · e7 чёрная пешка · h7 чёрная пешка · g6 белая пешка · d5 белый король · e3 белый слон | f8 чёрный король · e7 чёрная пешка · h7 чёрная пешка · g6 белая пешка · d5 белый король · e3 белый слон | f8 чёрный король · e7 чёрная пешка · h7 чёрная пешка · g6 белая пешка · d5 белый король · e3 белый слон | f8 чёрный король · e7 чёрная пешка · h7 чёрная пешка · g6 белая пешка · d5 белый король · e3 белый слон | f8 чёрный король · e7 чёрная пешка · h7 чёрная пешка · g6 белая пешка · d5 белый король · e3 белый слон | 8 |
| 7 | f8 чёрный король · e7 чёрная пешка · h7 чёрная пешка · g6 белая пешка · d5 белый король · e3 белый слон | f8 чёрный король · e7 чёрная пешка · h7 чёрная пешка · g6 белая пешка · d5 белый король · e3 белый слон | f8 чёрный король · e7 чёрная пешка · h7 чёрная пешка · g6 белая пешка · d5 белый король · e3 белый слон | f8 чёрный король · e7 чёрная пешка · h7 чёрная пешка · g6 белая пешка · d5 белый король · e3 белый слон | f8 чёрный король · e7 чёрная пешка · h7 чёрная пешка · g6 белая пешка · d5 белый король · e3 белый слон | f8 чёрный король · e7 чёрная пешка · h7 чёрная пешка · g6 белая пешка · d5 белый король · e3 белый слон | f8 чёрный король · e7 чёрная пешка · h7 чёрная пешка · g6 белая пешка · d5 белый король · e3 белый слон | f8 чёрный король · e7 чёрная пешка · h7 чёрная пешка · g6 белая пешка · d5 белый король · e3 белый слон | 7 |
| 6 | f8 чёрный король · e7 чёрная пешка · h7 чёрная пешка · g6 белая пешка · d5 белый король · e3 белый слон | f8 чёрный король · e7 чёрная пешка · h7 чёрная пешка · g6 белая пешка · d5 белый король · e3 белый слон | f8 чёрный король · e7 чёрная пешка · h7 чёрная пешка · g6 белая пешка · d5 белый король · e3 белый слон | f8 чёрный король · e7 чёрная пешка · h7 чёрная пешка · g6 белая пешка · d5 белый король · e3 белый слон | f8 чёрный король · e7 чёрная пешка · h7 чёрная пешка · g6 белая пешка · d5 белый король · e3 белый слон | f8 чёрный король · e7 чёрная пешка · h7 чёрная пешка · g6 белая пешка · d5 белый король · e3 белый слон | f8 чёрный король · e7 чёрная пешка · h7 чёрная пешка · g6 белая пешка · d5 белый король · e3 белый слон | f8 чёрный король · e7 чёрная пешка · h7 чёрная пешка · g6 белая пешка · d5 белый король · e3 белый слон | 6 |
| 5 | f8 чёрный король · e7 чёрная пешка · h7 чёрная пешка · g6 белая пешка · d5 белый король · e3 белый слон | f8 чёрный король · e7 чёрная пешка · h7 чёрная пешка · g6 белая пешка · d5 белый король · e3 белый слон | f8 чёрный король · e7 чёрная пешка · h7 чёрная пешка · g6 белая пешка · d5 белый король · e3 белый слон | f8 чёрный король · e7 чёрная пешка · h7 чёрная пешка · g6 белая пешка · d5 белый король · e3 белый слон | f8 чёрный король · e7 чёрная пешка · h7 чёрная пешка · g6 белая пешка · d5 белый король · e3 белый слон | f8 чёрный король · e7 чёрная пешка · h7 чёрная пешка · g6 белая пешка · d5 белый король · e3 белый слон | f8 чёрный король · e7 чёрная пешка · h7 чёрная пешка · g6 белая пешка · d5 белый король · e3 белый слон | f8 чёрный король · e7 чёрная пешка · h7 чёрная пешка · g6 белая пешка · d5 белый король · e3 белый слон | 5 |
| 4 | f8 чёрный король · e7 чёрная пешка · h7 чёрная пешка · g6 белая пешка · d5 белый король · e3 белый слон | f8 чёрный король · e7 чёрная пешка · h7 чёрная пешка · g6 белая пешка · d5 белый король · e3 белый слон | f8 чёрный король · e7 чёрная пешка · h7 чёрная пешка · g6 белая пешка · d5 белый король · e3 белый слон | f8 чёрный король · e7 чёрная пешка · h7 чёрная пешка · g6 белая пешка · d5 белый король · e3 белый слон | f8 чёрный король · e7 чёрная пешка · h7 чёрная пешка · g6 белая пешка · d5 белый король · e3 белый слон | f8 чёрный король · e7 чёрная пешка · h7 чёрная пешка · g6 белая пешка · d5 белый король · e3 белый слон | f8 чёрный король · e7 чёрная пешка · h7 чёрная пешка · g6 белая пешка · d5 белый король · e3 белый слон | f8 чёрный король · e7 чёрная пешка · h7 чёрная пешка · g6 белая пешка · d5 белый король · e3 белый слон | 4 |
| 3 | f8 чёрный король · e7 чёрная пешка · h7 чёрная пешка · g6 белая пешка · d5 белый король · e3 белый слон | f8 чёрный король · e7 чёрная пешка · h7 чёрная пешка · g6 белая пешка · d5 белый король · e3 белый слон | f8 чёрный король · e7 чёрная пешка · h7 чёрная пешка · g6 белая пешка · d5 белый король · e3 белый слон | f8 чёрный король · e7 чёрная пешка · h7 чёрная пешка · g6 белая пешка · d5 белый король · e3 белый слон | f8 чёрный король · e7 чёрная пешка · h7 чёрная пешка · g6 белая пешка · d5 белый король · e3 белый слон | f8 чёрный король · e7 чёрная пешка · h7 чёрная пешка · g6 белая пешка · d5 белый король · e3 белый слон | f8 чёрный король · e7 чёрная пешка · h7 чёрная пешка · g6 белая пешка · d5 белый король · e3 белый слон | f8 чёрный король · e7 чёрная пешка · h7 чёрная пешка · g6 белая пешка · d5 белый король · e3 белый слон | 3 |
| 2 | f8 чёрный король · e7 чёрная пешка · h7 чёрная пешка · g6 белая пешка · d5 белый король · e3 белый слон | f8 чёрный король · e7 чёрная пешка · h7 чёрная пешка · g6 белая пешка · d5 белый король · e3 белый слон | f8 чёрный король · e7 чёрная пешка · h7 чёрная пешка · g6 белая пешка · d5 белый король · e3 белый слон | f8 чёрный король · e7 чёрная пешка · h7 чёрная пешка · g6 белая пешка · d5 белый король · e3 белый слон | f8 чёрный король · e7 чёрная пешка · h7 чёрная пешка · g6 белая пешка · d5 белый король · e3 белый слон | f8 чёрный король · e7 чёрная пешка · h7 чёрная пешка · g6 белая пешка · d5 белый король · e3 белый слон | f8 чёрный король · e7 чёрная пешка · h7 чёрная пешка · g6 белая пешка · d5 белый король · e3 белый слон | f8 чёрный король · e7 чёрная пешка · h7 чёрная пешка · g6 белая пешка · d5 белый король · e3 белый слон | 2 |
| 1 | f8 чёрный король · e7 чёрная пешка · h7 чёрная пешка · g6 белая пешка · d5 белый король · e3 белый слон | f8 чёрный король · e7 чёрная пешка · h7 чёрная пешка · g6 белая пешка · d5 белый король · e3 белый слон | f8 чёрный король · e7 чёрная пешка · h7 чёрная пешка · g6 белая пешка · d5 белый король · e3 белый слон | f8 чёрный король · e7 чёрная пешка · h7 чёрная пешка · g6 белая пешка · d5 белый король · e3 белый слон | f8 чёрный король · e7 чёрная пешка · h7 чёрная пешка · g6 белая пешка · d5 белый король · e3 белый слон | f8 чёрный король · e7 чёрная пешка · h7 чёрная пешка · g6 белая пешка · d5 белый король · e3 белый слон | f8 чёрный король · e7 чёрная пешка · h7 чёрная пешка · g6 белая пешка · d5 белый король · e3 белый слон | f8 чёрный король · e7 чёрная пешка · h7 чёрная пешка · g6 белая пешка · d5 белый король · e3 белый слон | 1 |
|   | a | b | c | d | e | f | g | h |   |

|   | a | b | c | d | e | f | g | h |   |
| - | --- | --- | --- | --- | --- | --- | --- | --- | - |
| 8 | e8 белый слон · g6 белый конь · f5 чёрная пешка · b4 чёрная ладья · g4 чёрная пешка · g3 чёрная пешка · h3 чёрный король · h2 чёрный слон · e1 белый король · h1 белый ферзь | e8 белый слон · g6 белый конь · f5 чёрная пешка · b4 чёрная ладья · g4 чёрная пешка · g3 чёрная пешка · h3 чёрный король · h2 чёрный слон · e1 белый король · h1 белый ферзь | e8 белый слон · g6 белый конь · f5 чёрная пешка · b4 чёрная ладья · g4 чёрная пешка · g3 чёрная пешка · h3 чёрный король · h2 чёрный слон · e1 белый король · h1 белый ферзь | e8 белый слон · g6 белый конь · f5 чёрная пешка · b4 чёрная ладья · g4 чёрная пешка · g3 чёрная пешка · h3 чёрный король · h2 чёрный слон · e1 белый король · h1 белый ферзь | e8 белый слон · g6 белый конь · f5 чёрная пешка · b4 чёрная ладья · g4 чёрная пешка · g3 чёрная пешка · h3 чёрный король · h2 чёрный слон · e1 белый король · h1 белый ферзь | e8 белый слон · g6 белый конь · f5 чёрная пешка · b4 чёрная ладья · g4 чёрная пешка · g3 чёрная пешка · h3 чёрный король · h2 чёрный слон · e1 белый король · h1 белый ферзь | e8 белый слон · g6 белый конь · f5 чёрная пешка · b4 чёрная ладья · g4 чёрная пешка · g3 чёрная пешка · h3 чёрный король · h2 чёрный слон · e1 белый король · h1 белый ферзь | e8 белый слон · g6 белый конь · f5 чёрная пешка · b4 чёрная ладья · g4 чёрная пешка · g3 чёрная пешка · h3 чёрный король · h2 чёрный слон · e1 белый король · h1 белый ферзь | 8 |
| 7 | e8 белый слон · g6 белый конь · f5 чёрная пешка · b4 чёрная ладья · g4 чёрная пешка · g3 чёрная пешка · h3 чёрный король · h2 чёрный слон · e1 белый король · h1 белый ферзь | e8 белый слон · g6 белый конь · f5 чёрная пешка · b4 чёрная ладья · g4 чёрная пешка · g3 чёрная пешка · h3 чёрный король · h2 чёрный слон · e1 белый король · h1 белый ферзь | e8 белый слон · g6 белый конь · f5 чёрная пешка · b4 чёрная ладья · g4 чёрная пешка · g3 чёрная пешка · h3 чёрный король · h2 чёрный слон · e1 белый король · h1 белый ферзь | e8 белый слон · g6 белый конь · f5 чёрная пешка · b4 чёрная ладья · g4 чёрная пешка · g3 чёрная пешка · h3 чёрный король · h2 чёрный слон · e1 белый король · h1 белый ферзь | e8 белый слон · g6 белый конь · f5 чёрная пешка · b4 чёрная ладья · g4 чёрная пешка · g3 чёрная пешка · h3 чёрный король · h2 чёрный слон · e1 белый король · h1 белый ферзь | e8 белый слон · g6 белый конь · f5 чёрная пешка · b4 чёрная ладья · g4 чёрная пешка · g3 чёрная пешка · h3 чёрный король · h2 чёрный слон · e1 белый король · h1 белый ферзь | e8 белый слон · g6 белый конь · f5 чёрная пешка · b4 чёрная ладья · g4 чёрная пешка · g3 чёрная пешка · h3 чёрный король · h2 чёрный слон · e1 белый король · h1 белый ферзь | e8 белый слон · g6 белый конь · f5 чёрная пешка · b4 чёрная ладья · g4 чёрная пешка · g3 чёрная пешка · h3 чёрный король · h2 чёрный слон · e1 белый король · h1 белый ферзь | 7 |
| 6 | e8 белый слон · g6 белый конь · f5 чёрная пешка · b4 чёрная ладья · g4 чёрная пешка · g3 чёрная пешка · h3 чёрный король · h2 чёрный слон · e1 белый король · h1 белый ферзь | e8 белый слон · g6 белый конь · f5 чёрная пешка · b4 чёрная ладья · g4 чёрная пешка · g3 чёрная пешка · h3 чёрный король · h2 чёрный слон · e1 белый король · h1 белый ферзь | e8 белый слон · g6 белый конь · f5 чёрная пешка · b4 чёрная ладья · g4 чёрная пешка · g3 чёрная пешка · h3 чёрный король · h2 чёрный слон · e1 белый король · h1 белый ферзь | e8 белый слон · g6 белый конь · f5 чёрная пешка · b4 чёрная ладья · g4 чёрная пешка · g3 чёрная пешка · h3 чёрный король · h2 чёрный слон · e1 белый король · h1 белый ферзь | e8 белый слон · g6 белый конь · f5 чёрная пешка · b4 чёрная ладья · g4 чёрная пешка · g3 чёрная пешка · h3 чёрный король · h2 чёрный слон · e1 белый король · h1 белый ферзь | e8 белый слон · g6 белый конь · f5 чёрная пешка · b4 чёрная ладья · g4 чёрная пешка · g3 чёрная пешка · h3 чёрный король · h2 чёрный слон · e1 белый король · h1 белый ферзь | e8 белый слон · g6 белый конь · f5 чёрная пешка · b4 чёрная ладья · g4 чёрная пешка · g3 чёрная пешка · h3 чёрный король · h2 чёрный слон · e1 белый король · h1 белый ферзь | e8 белый слон · g6 белый конь · f5 чёрная пешка · b4 чёрная ладья · g4 чёрная пешка · g3 чёрная пешка · h3 чёрный король · h2 чёрный слон · e1 белый король · h1 белый ферзь | 6 |
| 5 | e8 белый слон · g6 белый конь · f5 чёрная пешка · b4 чёрная ладья · g4 чёрная пешка · g3 чёрная пешка · h3 чёрный король · h2 чёрный слон · e1 белый король · h1 белый ферзь | e8 белый слон · g6 белый конь · f5 чёрная пешка · b4 чёрная ладья · g4 чёрная пешка · g3 чёрная пешка · h3 чёрный король · h2 чёрный слон · e1 белый король · h1 белый ферзь | e8 белый слон · g6 белый конь · f5 чёрная пешка · b4 чёрная ладья · g4 чёрная пешка · g3 чёрная пешка · h3 чёрный король · h2 чёрный слон · e1 белый король · h1 белый ферзь | e8 белый слон · g6 белый конь · f5 чёрная пешка · b4 чёрная ладья · g4 чёрная пешка · g3 чёрная пешка · h3 чёрный король · h2 чёрный слон · e1 белый король · h1 белый ферзь | e8 белый слон · g6 белый конь · f5 чёрная пешка · b4 чёрная ладья · g4 чёрная пешка · g3 чёрная пешка · h3 чёрный король · h2 чёрный слон · e1 белый король · h1 белый ферзь | e8 белый слон · g6 белый конь · f5 чёрная пешка · b4 чёрная ладья · g4 чёрная пешка · g3 чёрная пешка · h3 чёрный король · h2 чёрный слон · e1 белый король · h1 белый ферзь | e8 белый слон · g6 белый конь · f5 чёрная пешка · b4 чёрная ладья · g4 чёрная пешка · g3 чёрная пешка · h3 чёрный король · h2 чёрный слон · e1 белый король · h1 белый ферзь | e8 белый слон · g6 белый конь · f5 чёрная пешка · b4 чёрная ладья · g4 чёрная пешка · g3 чёрная пешка · h3 чёрный король · h2 чёрный слон · e1 белый король · h1 белый ферзь | 5 |
| 4 | e8 белый слон · g6 белый конь · f5 чёрная пешка · b4 чёрная ладья · g4 чёрная пешка · g3 чёрная пешка · h3 чёрный король · h2 чёрный слон · e1 белый король · h1 белый ферзь | e8 белый слон · g6 белый конь · f5 чёрная пешка · b4 чёрная ладья · g4 чёрная пешка · g3 чёрная пешка · h3 чёрный король · h2 чёрный слон · e1 белый король · h1 белый ферзь | e8 белый слон · g6 белый конь · f5 чёрная пешка · b4 чёрная ладья · g4 чёрная пешка · g3 чёрная пешка · h3 чёрный король · h2 чёрный слон · e1 белый король · h1 белый ферзь | e8 белый слон · g6 белый конь · f5 чёрная пешка · b4 чёрная ладья · g4 чёрная пешка · g3 чёрная пешка · h3 чёрный король · h2 чёрный слон · e1 белый король · h1 белый ферзь | e8 белый слон · g6 белый конь · f5 чёрная пешка · b4 чёрная ладья · g4 чёрная пешка · g3 чёрная пешка · h3 чёрный король · h2 чёрный слон · e1 белый король · h1 белый ферзь | e8 белый слон · g6 белый конь · f5 чёрная пешка · b4 чёрная ладья · g4 чёрная пешка · g3 чёрная пешка · h3 чёрный король · h2 чёрный слон · e1 белый король · h1 белый ферзь | e8 белый слон · g6 белый конь · f5 чёрная пешка · b4 чёрная ладья · g4 чёрная пешка · g3 чёрная пешка · h3 чёрный король · h2 чёрный слон · e1 белый король · h1 белый ферзь | e8 белый слон · g6 белый конь · f5 чёрная пешка · b4 чёрная ладья · g4 чёрная пешка · g3 чёрная пешка · h3 чёрный король · h2 чёрный слон · e1 белый король · h1 белый ферзь | 4 |
| 3 | e8 белый слон · g6 белый конь · f5 чёрная пешка · b4 чёрная ладья · g4 чёрная пешка · g3 чёрная пешка · h3 чёрный король · h2 чёрный слон · e1 белый король · h1 белый ферзь | e8 белый слон · g6 белый конь · f5 чёрная пешка · b4 чёрная ладья · g4 чёрная пешка · g3 чёрная пешка · h3 чёрный король · h2 чёрный слон · e1 белый король · h1 белый ферзь | e8 белый слон · g6 белый конь · f5 чёрная пешка · b4 чёрная ладья · g4 чёрная пешка · g3 чёрная пешка · h3 чёрный король · h2 чёрный слон · e1 белый король · h1 белый ферзь | e8 белый слон · g6 белый конь · f5 чёрная пешка · b4 чёрная ладья · g4 чёрная пешка · g3 чёрная пешка · h3 чёрный король · h2 чёрный слон · e1 белый король · h1 белый ферзь | e8 белый слон · g6 белый конь · f5 чёрная пешка · b4 чёрная ладья · g4 чёрная пешка · g3 чёрная пешка · h3 чёрный король · h2 чёрный слон · e1 белый король · h1 белый ферзь | e8 белый слон · g6 белый конь · f5 чёрная пешка · b4 чёрная ладья · g4 чёрная пешка · g3 чёрная пешка · h3 чёрный король · h2 чёрный слон · e1 белый король · h1 белый ферзь | e8 белый слон · g6 белый конь · f5 чёрная пешка · b4 чёрная ладья · g4 чёрная пешка · g3 чёрная пешка · h3 чёрный король · h2 чёрный слон · e1 белый король · h1 белый ферзь | e8 белый слон · g6 белый конь · f5 чёрная пешка · b4 чёрная ладья · g4 чёрная пешка · g3 чёрная пешка · h3 чёрный король · h2 чёрный слон · e1 белый король · h1 белый ферзь | 3 |
| 2 | e8 белый слон · g6 белый конь · f5 чёрная пешка · b4 чёрная ладья · g4 чёрная пешка · g3 чёрная пешка · h3 чёрный король · h2 чёрный слон · e1 белый король · h1 белый ферзь | e8 белый слон · g6 белый конь · f5 чёрная пешка · b4 чёрная ладья · g4 чёрная пешка · g3 чёрная пешка · h3 чёрный король · h2 чёрный слон · e1 белый король · h1 белый ферзь | e8 белый слон · g6 белый конь · f5 чёрная пешка · b4 чёрная ладья · g4 чёрная пешка · g3 чёрная пешка · h3 чёрный король · h2 чёрный слон · e1 белый король · h1 белый ферзь | e8 белый слон · g6 белый конь · f5 чёрная пешка · b4 чёрная ладья · g4 чёрная пешка · g3 чёрная пешка · h3 чёрный король · h2 чёрный слон · e1 белый король · h1 белый ферзь | e8 белый слон · g6 белый конь · f5 чёрная пешка · b4 чёрная ладья · g4 чёрная пешка · g3 чёрная пешка · h3 чёрный король · h2 чёрный слон · e1 белый король · h1 белый ферзь | e8 белый слон · g6 белый конь · f5 чёрная пешка · b4 чёрная ладья · g4 чёрная пешка · g3 чёрная пешка · h3 чёрный король · h2 чёрный слон · e1 белый король · h1 белый ферзь | e8 белый слон · g6 белый конь · f5 чёрная пешка · b4 чёрная ладья · g4 чёрная пешка · g3 чёрная пешка · h3 чёрный король · h2 чёрный слон · e1 белый король · h1 белый ферзь | e8 белый слон · g6 белый конь · f5 чёрная пешка · b4 чёрная ладья · g4 чёрная пешка · g3 чёрная пешка · h3 чёрный король · h2 чёрный слон · e1 белый король · h1 белый ферзь | 2 |
| 1 | e8 белый слон · g6 белый конь · f5 чёрная пешка · b4 чёрная ладья · g4 чёрная пешка · g3 чёрная пешка · h3 чёрный король · h2 чёрный слон · e1 белый король · h1 белый ферзь | e8 белый слон · g6 белый конь · f5 чёрная пешка · b4 чёрная ладья · g4 чёрная пешка · g3 чёрная пешка · h3 чёрный король · h2 чёрный слон · e1 белый король · h1 белый ферзь | e8 белый слон · g6 белый конь · f5 чёрная пешка · b4 чёрная ладья · g4 чёрная пешка · g3 чёрная пешка · h3 чёрный король · h2 чёрный слон · e1 белый король · h1 белый ферзь | e8 белый слон · g6 белый конь · f5 чёрная пешка · b4 чёрная ладья · g4 чёрная пешка · g3 чёрная пешка · h3 чёрный король · h2 чёрный слон · e1 белый король · h1 белый ферзь | e8 белый слон · g6 белый конь · f5 чёрная пешка · b4 чёрная ладья · g4 чёрная пешка · g3 чёрная пешка · h3 чёрный король · h2 чёрный слон · e1 белый король · h1 белый ферзь | e8 белый слон · g6 белый конь · f5 чёрная пешка · b4 чёрная ладья · g4 чёрная пешка · g3 чёрная пешка · h3 чёрный король · h2 чёрный слон · e1 белый король · h1 белый ферзь | e8 белый слон · g6 белый конь · f5 чёрная пешка · b4 чёрная ладья · g4 чёрная пешка · g3 чёрная пешка · h3 чёрный король · h2 чёрный слон · e1 белый король · h1 белый ферзь | e8 белый слон · g6 белый конь · f5 чёрная пешка · b4 чёрная ладья · g4 чёрная пешка · g3 чёрная пешка · h3 чёрный король · h2 чёрный слон · e1 белый король · h1 белый ферзь | 1 |
|   | a | b | c | d | e | f | g | h |   |

|   | a | b | c | d | e | f | g | h |   |
| - | --- | --- | --- | --- | --- | --- | --- | --- | - |
| 8 | e5 белый конь · a3 белый слон · c3 чёрный король · f3 чёрная пешка · h3 чёрная пешка · e2 белая пешка · f2 чёрная пешка · h2 белая пешка · c1 белый король | e5 белый конь · a3 белый слон · c3 чёрный король · f3 чёрная пешка · h3 чёрная пешка · e2 белая пешка · f2 чёрная пешка · h2 белая пешка · c1 белый король | e5 белый конь · a3 белый слон · c3 чёрный король · f3 чёрная пешка · h3 чёрная пешка · e2 белая пешка · f2 чёрная пешка · h2 белая пешка · c1 белый король | e5 белый конь · a3 белый слон · c3 чёрный король · f3 чёрная пешка · h3 чёрная пешка · e2 белая пешка · f2 чёрная пешка · h2 белая пешка · c1 белый король | e5 белый конь · a3 белый слон · c3 чёрный король · f3 чёрная пешка · h3 чёрная пешка · e2 белая пешка · f2 чёрная пешка · h2 белая пешка · c1 белый король | e5 белый конь · a3 белый слон · c3 чёрный король · f3 чёрная пешка · h3 чёрная пешка · e2 белая пешка · f2 чёрная пешка · h2 белая пешка · c1 белый король | e5 белый конь · a3 белый слон · c3 чёрный король · f3 чёрная пешка · h3 чёрная пешка · e2 белая пешка · f2 чёрная пешка · h2 белая пешка · c1 белый король | e5 белый конь · a3 белый слон · c3 чёрный король · f3 чёрная пешка · h3 чёрная пешка · e2 белая пешка · f2 чёрная пешка · h2 белая пешка · c1 белый король | 8 |
| 7 | e5 белый конь · a3 белый слон · c3 чёрный король · f3 чёрная пешка · h3 чёрная пешка · e2 белая пешка · f2 чёрная пешка · h2 белая пешка · c1 белый король | e5 белый конь · a3 белый слон · c3 чёрный король · f3 чёрная пешка · h3 чёрная пешка · e2 белая пешка · f2 чёрная пешка · h2 белая пешка · c1 белый король | e5 белый конь · a3 белый слон · c3 чёрный король · f3 чёрная пешка · h3 чёрная пешка · e2 белая пешка · f2 чёрная пешка · h2 белая пешка · c1 белый король | e5 белый конь · a3 белый слон · c3 чёрный король · f3 чёрная пешка · h3 чёрная пешка · e2 белая пешка · f2 чёрная пешка · h2 белая пешка · c1 белый король | e5 белый конь · a3 белый слон · c3 чёрный король · f3 чёрная пешка · h3 чёрная пешка · e2 белая пешка · f2 чёрная пешка · h2 белая пешка · c1 белый король | e5 белый конь · a3 белый слон · c3 чёрный король · f3 чёрная пешка · h3 чёрная пешка · e2 белая пешка · f2 чёрная пешка · h2 белая пешка · c1 белый король | e5 белый конь · a3 белый слон · c3 чёрный король · f3 чёрная пешка · h3 чёрная пешка · e2 белая пешка · f2 чёрная пешка · h2 белая пешка · c1 белый король | e5 белый конь · a3 белый слон · c3 чёрный король · f3 чёрная пешка · h3 чёрная пешка · e2 белая пешка · f2 чёрная пешка · h2 белая пешка · c1 белый король | 7 |
| 6 | e5 белый конь · a3 белый слон · c3 чёрный король · f3 чёрная пешка · h3 чёрная пешка · e2 белая пешка · f2 чёрная пешка · h2 белая пешка · c1 белый король | e5 белый конь · a3 белый слон · c3 чёрный король · f3 чёрная пешка · h3 чёрная пешка · e2 белая пешка · f2 чёрная пешка · h2 белая пешка · c1 белый король | e5 белый конь · a3 белый слон · c3 чёрный король · f3 чёрная пешка · h3 чёрная пешка · e2 белая пешка · f2 чёрная пешка · h2 белая пешка · c1 белый король | e5 белый конь · a3 белый слон · c3 чёрный король · f3 чёрная пешка · h3 чёрная пешка · e2 белая пешка · f2 чёрная пешка · h2 белая пешка · c1 белый король | e5 белый конь · a3 белый слон · c3 чёрный король · f3 чёрная пешка · h3 чёрная пешка · e2 белая пешка · f2 чёрная пешка · h2 белая пешка · c1 белый король | e5 белый конь · a3 белый слон · c3 чёрный король · f3 чёрная пешка · h3 чёрная пешка · e2 белая пешка · f2 чёрная пешка · h2 белая пешка · c1 белый король | e5 белый конь · a3 белый слон · c3 чёрный король · f3 чёрная пешка · h3 чёрная пешка · e2 белая пешка · f2 чёрная пешка · h2 белая пешка · c1 белый король | e5 белый конь · a3 белый слон · c3 чёрный король · f3 чёрная пешка · h3 чёрная пешка · e2 белая пешка · f2 чёрная пешка · h2 белая пешка · c1 белый король | 6 |
| 5 | e5 белый конь · a3 белый слон · c3 чёрный король · f3 чёрная пешка · h3 чёрная пешка · e2 белая пешка · f2 чёрная пешка · h2 белая пешка · c1 белый король | e5 белый конь · a3 белый слон · c3 чёрный король · f3 чёрная пешка · h3 чёрная пешка · e2 белая пешка · f2 чёрная пешка · h2 белая пешка · c1 белый король | e5 белый конь · a3 белый слон · c3 чёрный король · f3 чёрная пешка · h3 чёрная пешка · e2 белая пешка · f2 чёрная пешка · h2 белая пешка · c1 белый король | e5 белый конь · a3 белый слон · c3 чёрный король · f3 чёрная пешка · h3 чёрная пешка · e2 белая пешка · f2 чёрная пешка · h2 белая пешка · c1 белый король | e5 белый конь · a3 белый слон · c3 чёрный король · f3 чёрная пешка · h3 чёрная пешка · e2 белая пешка · f2 чёрная пешка · h2 белая пешка · c1 белый король | e5 белый конь · a3 белый слон · c3 чёрный король · f3 чёрная пешка · h3 чёрная пешка · e2 белая пешка · f2 чёрная пешка · h2 белая пешка · c1 белый король | e5 белый конь · a3 белый слон · c3 чёрный король · f3 чёрная пешка · h3 чёрная пешка · e2 белая пешка · f2 чёрная пешка · h2 белая пешка · c1 белый король | e5 белый конь · a3 белый слон · c3 чёрный король · f3 чёрная пешка · h3 чёрная пешка · e2 белая пешка · f2 чёрная пешка · h2 белая пешка · c1 белый король | 5 |
| 4 | e5 белый конь · a3 белый слон · c3 чёрный король · f3 чёрная пешка · h3 чёрная пешка · e2 белая пешка · f2 чёрная пешка · h2 белая пешка · c1 белый король | e5 белый конь · a3 белый слон · c3 чёрный король · f3 чёрная пешка · h3 чёрная пешка · e2 белая пешка · f2 чёрная пешка · h2 белая пешка · c1 белый король | e5 белый конь · a3 белый слон · c3 чёрный король · f3 чёрная пешка · h3 чёрная пешка · e2 белая пешка · f2 чёрная пешка · h2 белая пешка · c1 белый король | e5 белый конь · a3 белый слон · c3 чёрный король · f3 чёрная пешка · h3 чёрная пешка · e2 белая пешка · f2 чёрная пешка · h2 белая пешка · c1 белый король | e5 белый конь · a3 белый слон · c3 чёрный король · f3 чёрная пешка · h3 чёрная пешка · e2 белая пешка · f2 чёрная пешка · h2 белая пешка · c1 белый король | e5 белый конь · a3 белый слон · c3 чёрный король · f3 чёрная пешка · h3 чёрная пешка · e2 белая пешка · f2 чёрная пешка · h2 белая пешка · c1 белый король | e5 белый конь · a3 белый слон · c3 чёрный король · f3 чёрная пешка · h3 чёрная пешка · e2 белая пешка · f2 чёрная пешка · h2 белая пешка · c1 белый король | e5 белый конь · a3 белый слон · c3 чёрный король · f3 чёрная пешка · h3 чёрная пешка · e2 белая пешка · f2 чёрная пешка · h2 белая пешка · c1 белый король | 4 |
| 3 | e5 белый конь · a3 белый слон · c3 чёрный король · f3 чёрная пешка · h3 чёрная пешка · e2 белая пешка · f2 чёрная пешка · h2 белая пешка · c1 белый король | e5 белый конь · a3 белый слон · c3 чёрный король · f3 чёрная пешка · h3 чёрная пешка · e2 белая пешка · f2 чёрная пешка · h2 белая пешка · c1 белый король | e5 белый конь · a3 белый слон · c3 чёрный король · f3 чёрная пешка · h3 чёрная пешка · e2 белая пешка · f2 чёрная пешка · h2 белая пешка · c1 белый король | e5 белый конь · a3 белый слон · c3 чёрный король · f3 чёрная пешка · h3 чёрная пешка · e2 белая пешка · f2 чёрная пешка · h2 белая пешка · c1 белый король | e5 белый конь · a3 белый слон · c3 чёрный король · f3 чёрная пешка · h3 чёрная пешка · e2 белая пешка · f2 чёрная пешка · h2 белая пешка · c1 белый король | e5 белый конь · a3 белый слон · c3 чёрный король · f3 чёрная пешка · h3 чёрная пешка · e2 белая пешка · f2 чёрная пешка · h2 белая пешка · c1 белый король | e5 белый конь · a3 белый слон · c3 чёрный король · f3 чёрная пешка · h3 чёрная пешка · e2 белая пешка · f2 чёрная пешка · h2 белая пешка · c1 белый король | e5 белый конь · a3 белый слон · c3 чёрный король · f3 чёрная пешка · h3 чёрная пешка · e2 белая пешка · f2 чёрная пешка · h2 белая пешка · c1 белый король | 3 |
| 2 | e5 белый конь · a3 белый слон · c3 чёрный король · f3 чёрная пешка · h3 чёрная пешка · e2 белая пешка · f2 чёрная пешка · h2 белая пешка · c1 белый король | e5 белый конь · a3 белый слон · c3 чёрный король · f3 чёрная пешка · h3 чёрная пешка · e2 белая пешка · f2 чёрная пешка · h2 белая пешка · c1 белый король | e5 белый конь · a3 белый слон · c3 чёрный король · f3 чёрная пешка · h3 чёрная пешка · e2 белая пешка · f2 чёрная пешка · h2 белая пешка · c1 белый король | e5 белый конь · a3 белый слон · c3 чёрный король · f3 чёрная пешка · h3 чёрная пешка · e2 белая пешка · f2 чёрная пешка · h2 белая пешка · c1 белый король | e5 белый конь · a3 белый слон · c3 чёрный король · f3 чёрная пешка · h3 чёрная пешка · e2 белая пешка · f2 чёрная пешка · h2 белая пешка · c1 белый король | e5 белый конь · a3 белый слон · c3 чёрный король · f3 чёрная пешка · h3 чёрная пешка · e2 белая пешка · f2 чёрная пешка · h2 белая пешка · c1 белый король | e5 белый конь · a3 белый слон · c3 чёрный король · f3 чёрная пешка · h3 чёрная пешка · e2 белая пешка · f2 чёрная пешка · h2 белая пешка · c1 белый король | e5 белый конь · a3 белый слон · c3 чёрный король · f3 чёрная пешка · h3 чёрная пешка · e2 белая пешка · f2 чёрная пешка · h2 белая пешка · c1 белый король | 2 |
| 1 | e5 белый конь · a3 белый слон · c3 чёрный король · f3 чёрная пешка · h3 чёрная пешка · e2 белая пешка · f2 чёрная пешка · h2 белая пешка · c1 белый король | e5 белый конь · a3 белый слон · c3 чёрный король · f3 чёрная пешка · h3 чёрная пешка · e2 белая пешка · f2 чёрная пешка · h2 белая пешка · c1 белый король | e5 белый конь · a3 белый слон · c3 чёрный король · f3 чёрная пешка · h3 чёрная пешка · e2 белая пешка · f2 чёрная пешка · h2 белая пешка · c1 белый король | e5 белый конь · a3 белый слон · c3 чёрный король · f3 чёрная пешка · h3 чёрная пешка · e2 белая пешка · f2 чёрная пешка · h2 белая пешка · c1 белый король | e5 белый конь · a3 белый слон · c3 чёрный король · f3 чёрная пешка · h3 чёрная пешка · e2 белая пешка · f2 чёрная пешка · h2 белая пешка · c1 белый король | e5 белый конь · a3 белый слон · c3 чёрный король · f3 чёрная пешка · h3 чёрная пешка · e2 белая пешка · f2 чёрная пешка · h2 белая пешка · c1 белый король | e5 белый конь · a3 белый слон · c3 чёрный король · f3 чёрная пешка · h3 чёрная пешка · e2 белая пешка · f2 чёрная пешка · h2 белая пешка · c1 белый король | e5 белый конь · a3 белый слон · c3 чёрный король · f3 чёрная пешка · h3 чёрная пешка · e2 белая пешка · f2 чёрная пешка · h2 белая пешка · c1 белый король | 1 |
|   | a | b | c | d | e | f | g | h |   |

Решение этюда 1: 1.Сh6+ Крg8 2.g7 Крf7 (2…e6+ 3.Kpd6!! Kpf7 4.Kpe5 Kpg8 5.Kpf6; 2…e5 3.Kpe6) 3.g8Ф+!! Кр:g8 4.Крe6 Крh8 5.Крf7 e5 6.Сg7 × Мат одиноким слоном.
Решение этюда 2: 1.Сc6! Лb1+ 2.Крe2 Л:h1 3.Сg2+!! Кр:g2 4.Кf4+ Крg1 5.Крe1 g2 6.Кe2 × Мат одиноким конём.
Решение этюда 3: 1.Сb4+! Крb3! (1…Кр:b4 2.Кd3+ Крc3 3.К:f2 fe 4.Кe4+ Крd3 5.Кf2+ Крe3 6.Кg4+ с вечным шахом) 2.К:f3!! f1Ф+ 3.Сe1 Фg2 (другого выхода у ферзя нет) 4.Сg3 Крc3 5.Крd1 — ферзю из клетки не вырваться. Позиционная ничья при материальном преимуществе чёрных.

### Авторские сборники этюдов
- Троицкий А. А. Сборник шахматных этюдов. — Л.: ОГИЗ Физкультура и туризм, 1934.
- Корольков В. А., Чеховер В. А. Избранные этюды А. А. Троицкого.  М.: Физкультура и спорт, 1959. 184 с.
- Troitzky, A. (1924), Endspielstudien, Schachverlag Bernhard Kagan, Berlin s.a., 1924, ISBN 1-114-59188-2
- Troitzky, A. A. (1968), 360 Brilliant and Instructive End Games, Dover Publications (reprint), ISBN 0-486-21959-3
- Troitzky, A. (1992), Collection of Studies, Tschaturanga Ed. Olms, ISBN 3-283-00114-6

### О Троицком
- Троицкий, Алексей Алексеевич // Словарь шахматиста / составители: М. С. Коган [и др.] ; под общей редакцией проф. А. А. Смирнова. — Л.: Шахматный листок, 1929. — С. 325. — 441 с.
- Гербстман А. О. Современный шахматный этюд. — Л.: Физкультура и туризм, 1937. С. 11—25.
- Советский шахматный этюд : Сборник. М. : Физкультура и спорт, 1955. С. 108—126.
- Годин В., Кузнецов С. Новое о Троицком // Шахматы в СССР. 1962. № 6.
- Умнов Е. В поисках этюдов Троицкого // Наука и жизнь. 1984. № 2.
- Шахматы: энциклопедический словарь / гл. ред. А. Е. Карпов. — М.: Советская энциклопедия, 1990. — С. 409—410. — 621 с. — 100 000 экз. — ISBN 5-85270-005-3.
- Святов Г., Сорокин В. А. Троицкий в Пензе // Комс. правда. 1995. 6, 20 янв., 3, 17 февр., 3, 17, 31 марта, 28 апр., 26 мая.
- Новый шахматный адрес — набережная Мойки, 91… // 64 — Шахматное обозрение. — 1995. — № 5. — С. 76.
- Линдер И. М. Троицкий Алексей Алексеевич // Шахматная энциклопедия / И. М. Линдер, В. И. Линдер. — М. : ООО «Издательство АСТ» : ООО «Издательство Астрель», 2004. — С. 258—259. — 320 с. — ISBN 5-17-006939-1. — ISBN 5-271-06492-1.